# Однокласники 2
«Однокласники 2» (англ. Grown Ups 2, дослівно укр. Дорослі 2) — американська комедія режисера Денніса Дуґана, що вийшла 2013 року. У головних ролях Адам Сендлер (був також продюсером і сценаристом), Кевін Джеймс, Кріс Рок, Девід Спейд та інші.
Сценарій картини також написали Тім Герлігай і Фред Вульф, продюсером також був Джек Джіаррапуто. Вперше фільм продемонстрували 13 липня 2013 року у США на. В Україні прем'єра фільму відбулась 29 серпня 2013 року.

## Сюжет
Три роки після подій «Однокласників», Ленні переїжджає у своє рідне місто, де він разом зі старими друзями виріс. Тепер вже їхні діти закінчують школу, а вони ще досі вважають їх дітьми.

## У ролях
| Актор        | Персонаж                                                       | Роль                                                 |
| ------------ | -------------------------------------------------------------- | ---------------------------------------------------- |
| Адам Сендлер | Ленні Федер (англ. Lenny Feder)                                | 40-річний підриємець                                 |
| Кевін Джеймс | Ерік Лемонсофф (англ. Eric Lamonsoff)                          | 40-річний власник компанії                           |
| Кріс Рок     | Курт МакКензі (англ. Kurt McKenzie)                            | 40-річний кабельник                                  |
| Девід Спейд  | Маркус Гіґґінс (англ. Marcus Higgins)                          | 40-річний п'яниця                                    |
| Сальма Гаєк  | Раксана «Роксі» Чейс-Федер (англ. Roxanne "Roxie" Chase-Feder) | дружина Ленні                                        |
| Майя Рудольф | Діана МакКензі (англ. Deanne McKenzie)                         | дружина Курта                                        |
| Марія Белло  | Саллі Лемонсофф (англ. Sally Lamonsoff)                        | дружина Еріка                                        |
| Нік Свардсон | Нік (англ. Nick)                                               | водій автобусу                                       |
| Колін Квінн  | Дікі Бейлі (англ. Dickie Bailey)                               | давній суперник Ленні, який працює в Ice Cream House |
| Стів Бушемі  | Вайлі (англ. Wiley)                                            | друг Дікі                                            |

## Сприйняття

### Критика
Фільм отримав загалом негативні відгуки: Rotten Tomatoes дав оцінку 7% на основі 95 відгуків від критиків (середня оцінка 2,6/10) і 55% від глядачів із середньою оцінкою 3,3/5 (158,826 голосів), Internet Movie Database — 5,4/10 (54 785 голосів), Metacritic — 19/100 (28 відгуків критиків) і 3,1/10 від глядачів (213 голосів).
Ігор Грабович в «Українська правда. Життя» поставив фільму 2,5/5, сказавши, що «комедія для одноразового і бажано колективного перегляду. Як і попередня стрічка, другі „Однокласники“ також мають успіх в масової аудиторії, проте цілком зневажені більшістю критиків. Технологія фільму така сама, як і попереднього разу: герої опиняються віч-на-віч з певними суспільними табу, які створені, аби відгородити дітей від видовища смерті чи сексуального контексту. Тому, коли раптом дитина бачить щось не для неї призначене, дорослі починають викручуватися. Так створюється комічний ефект.».

### Касові збори
Під час показу у США, що почався 12 липня 2013 року, протягом першого тижня фільм показали у 3,491 кінотеатрах і він зібрав $41,508,572, що на той час дозволило йому зайняти 2 місце серед усіх тогочасних прем'єр. Показ протривав 129 днів (18,4 тижня) і завершився 17 листопада 2013 року, зібравши у прокаті у США 133,668,525 $, а закордоном — 113,315,753 $, тобто загалом 246,984,278 $ при бюджеті $80 млн.
Під час показу в Україні, що стартував 29 серпня 2013 року, протягом першого тижня фільм показали у 132 кінотеатрах і він зібрав $537,682, що на той час дозволило йому зайняти 1 місце серед усіх прем'єр. Показ протривав 5 тижнів і завершився 29 вересня 2013 року, за цей час фільм зібрав 1,242,231 $. Із цим показником стрічка зайняла 34 місце у кінопрокаті за касовими зборами в Україні.